# Hươu hoang
Hươu hoang (danh pháp khoa học: Dama dama) là một loài động vật có vú thuộc họ Hươu nai. Đây là loài bản địa lục địa Á-Âu nhưng đã được nhập nội một số nơi khác. Người ta thường đưa loài hươu hoang Ba Tư hiếm hơn làm một phân loài của nó (D. d. mesopotamica), còn một số tác giả khác xem nó là một loài riêng biệt hoàn toàn (D. mesopotamica).

## Hình ảnh

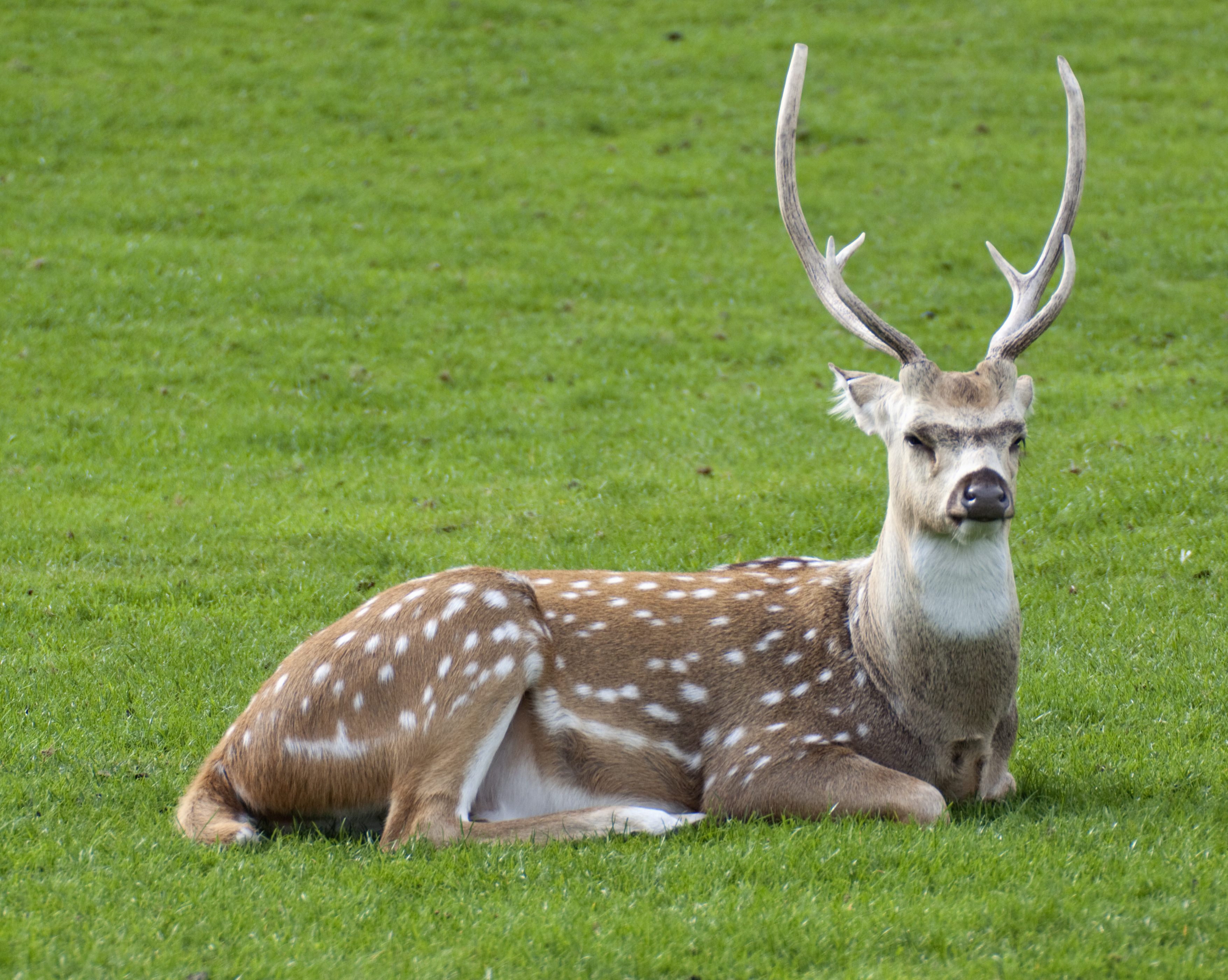
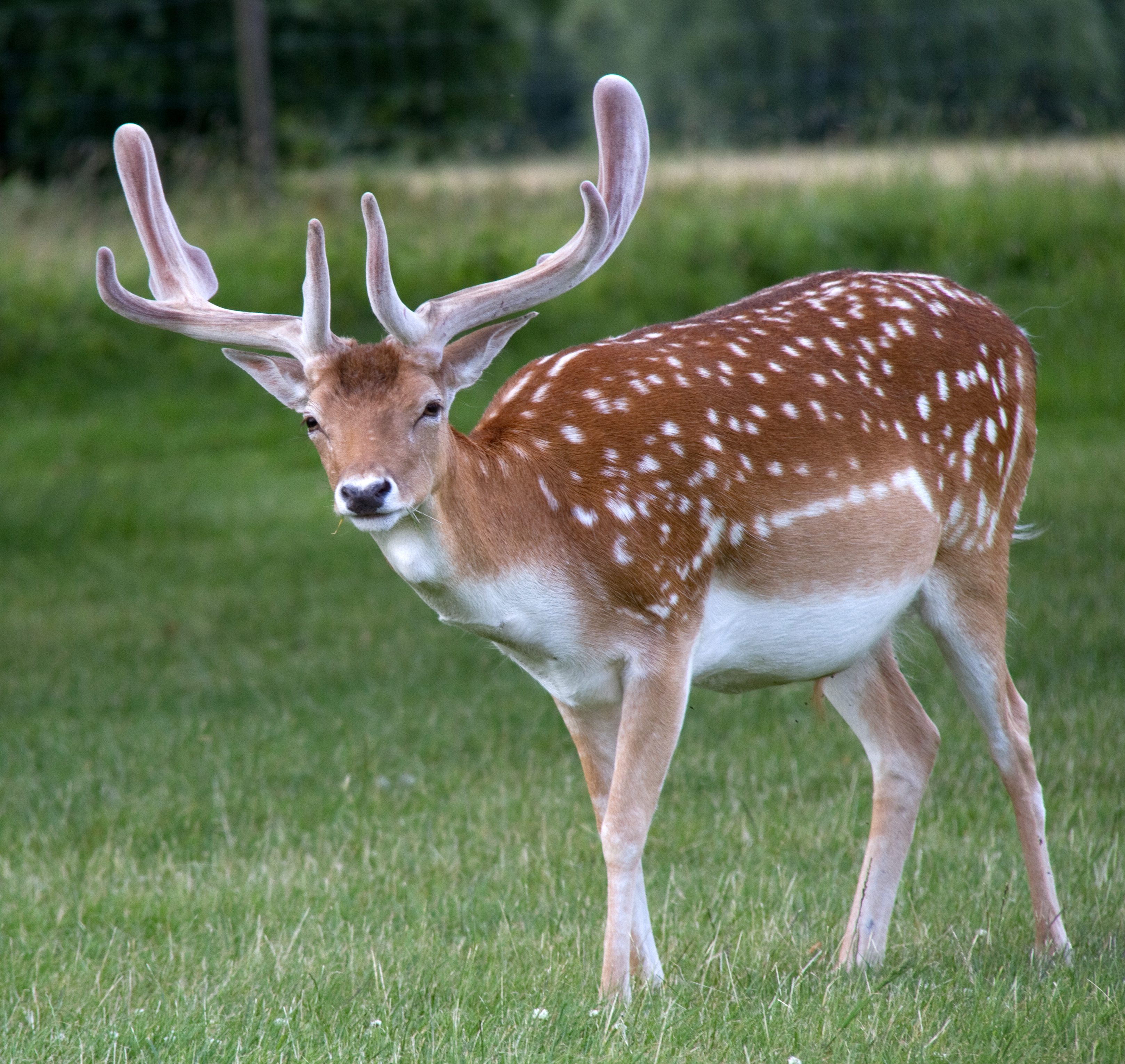
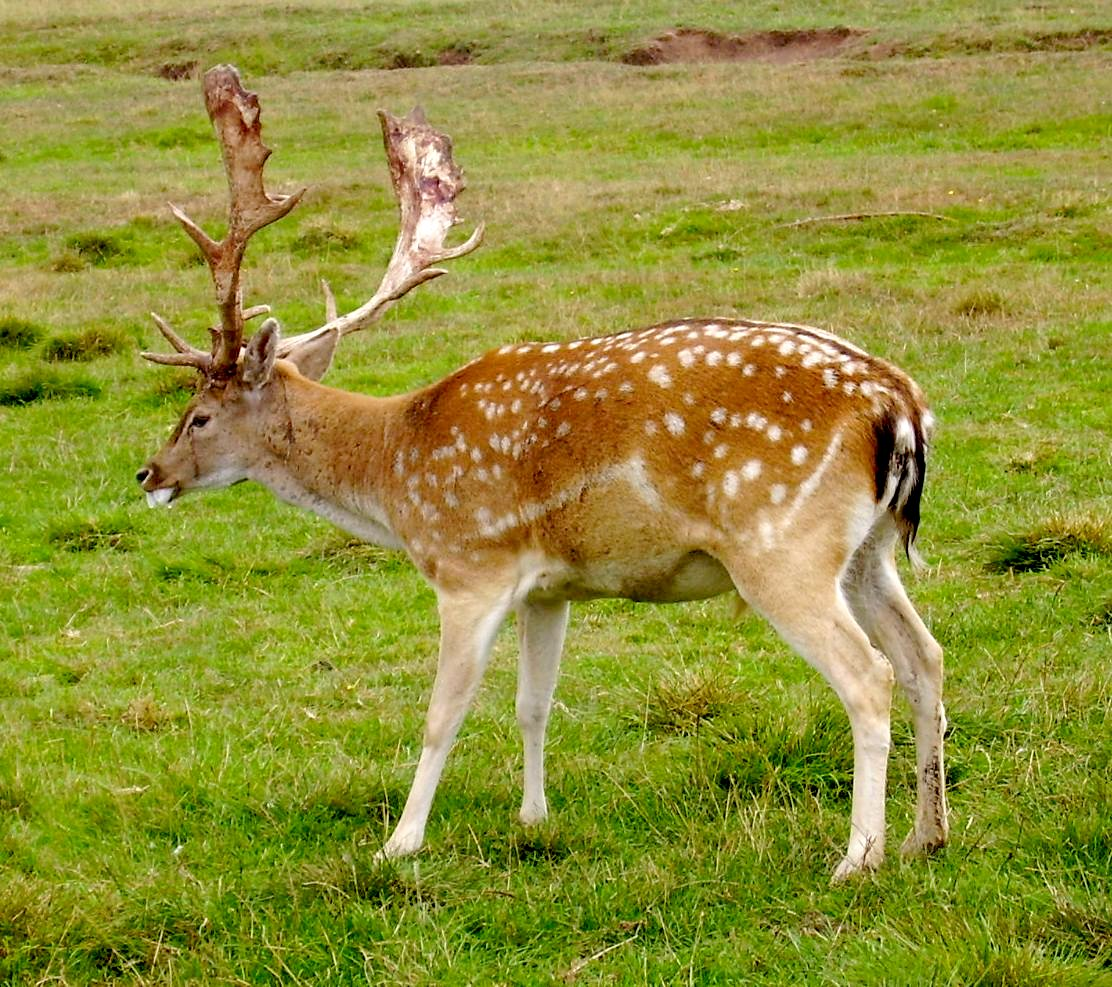
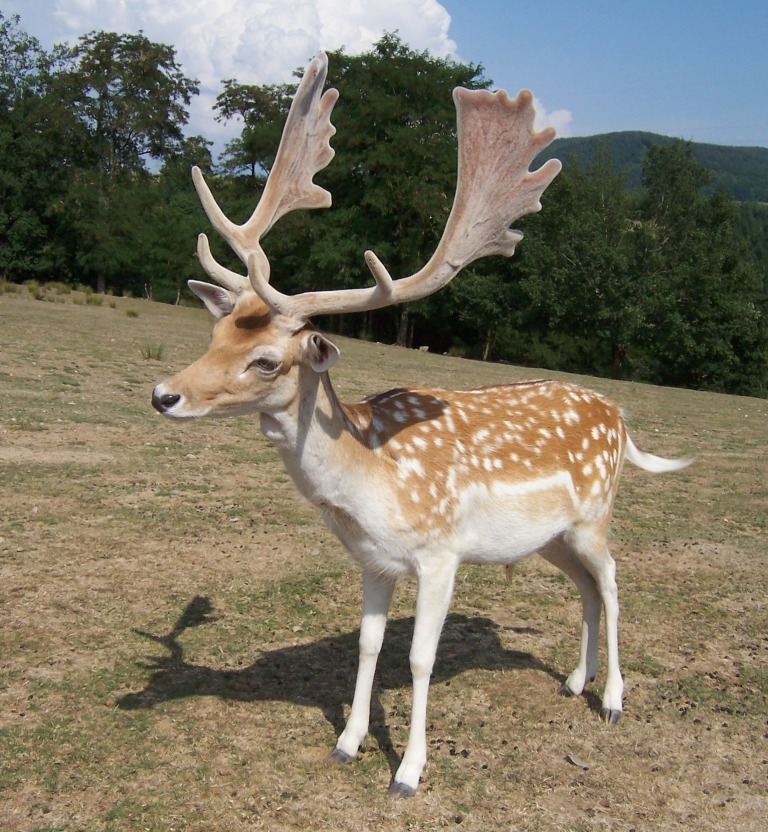
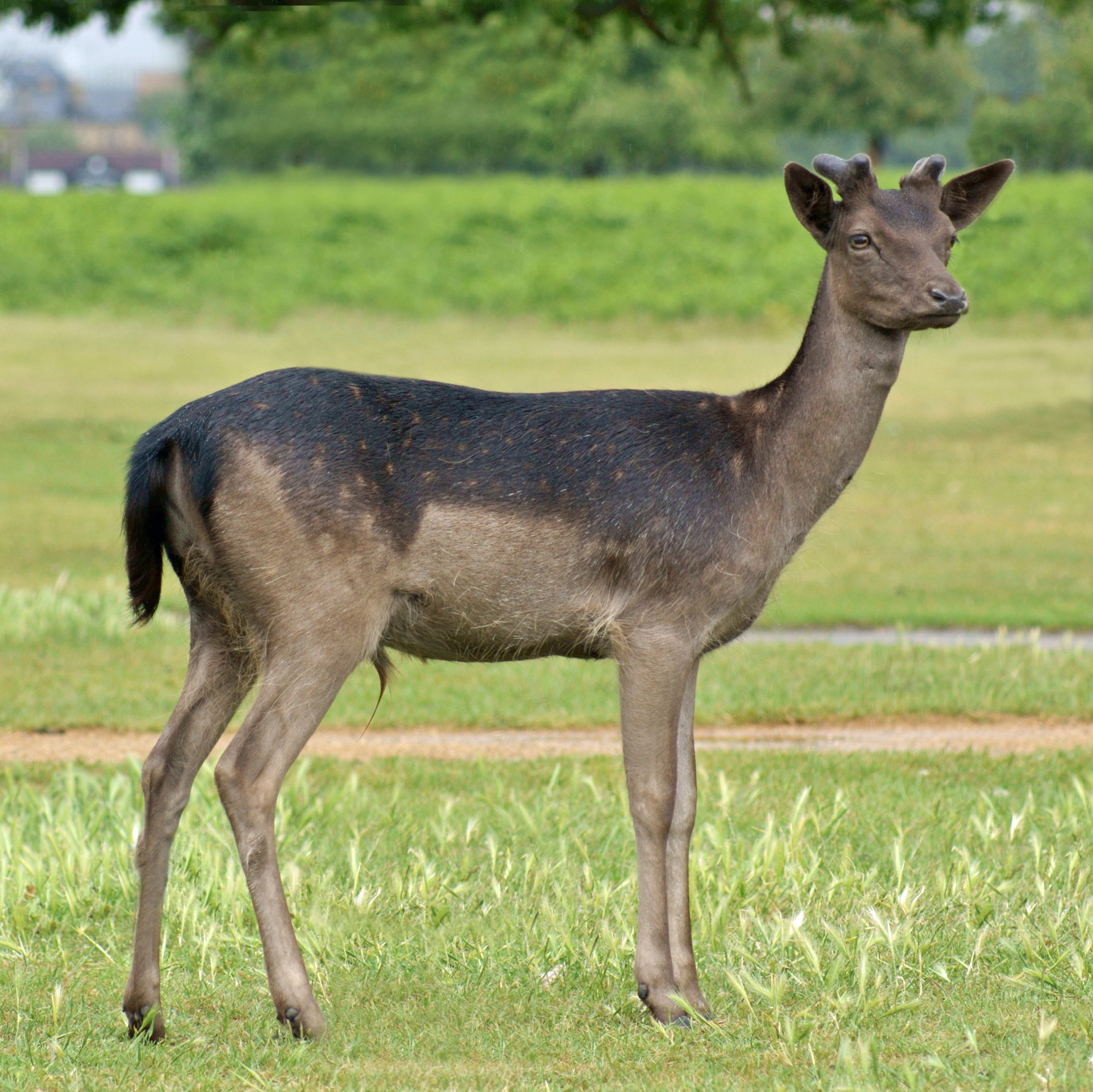
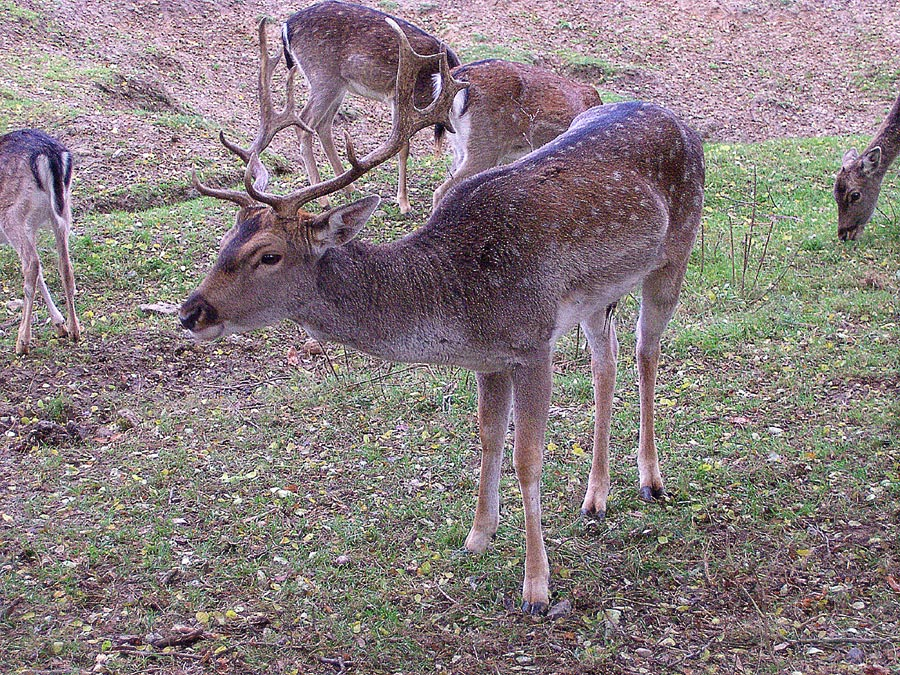
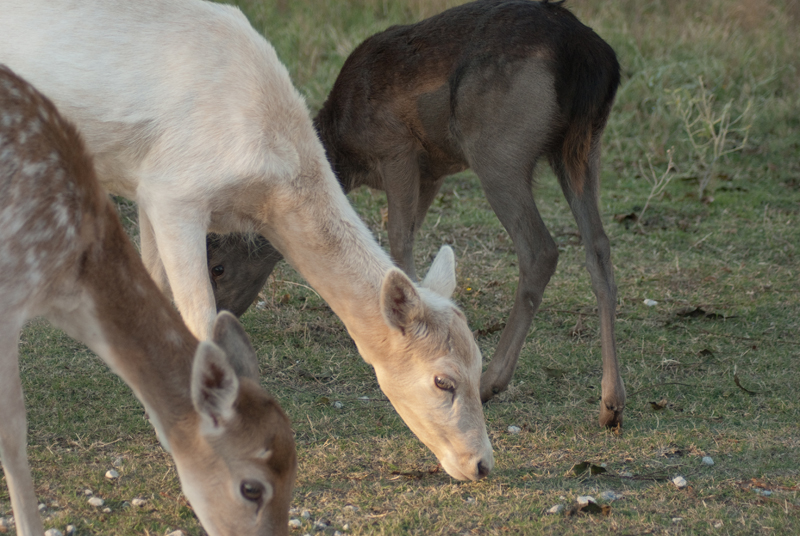
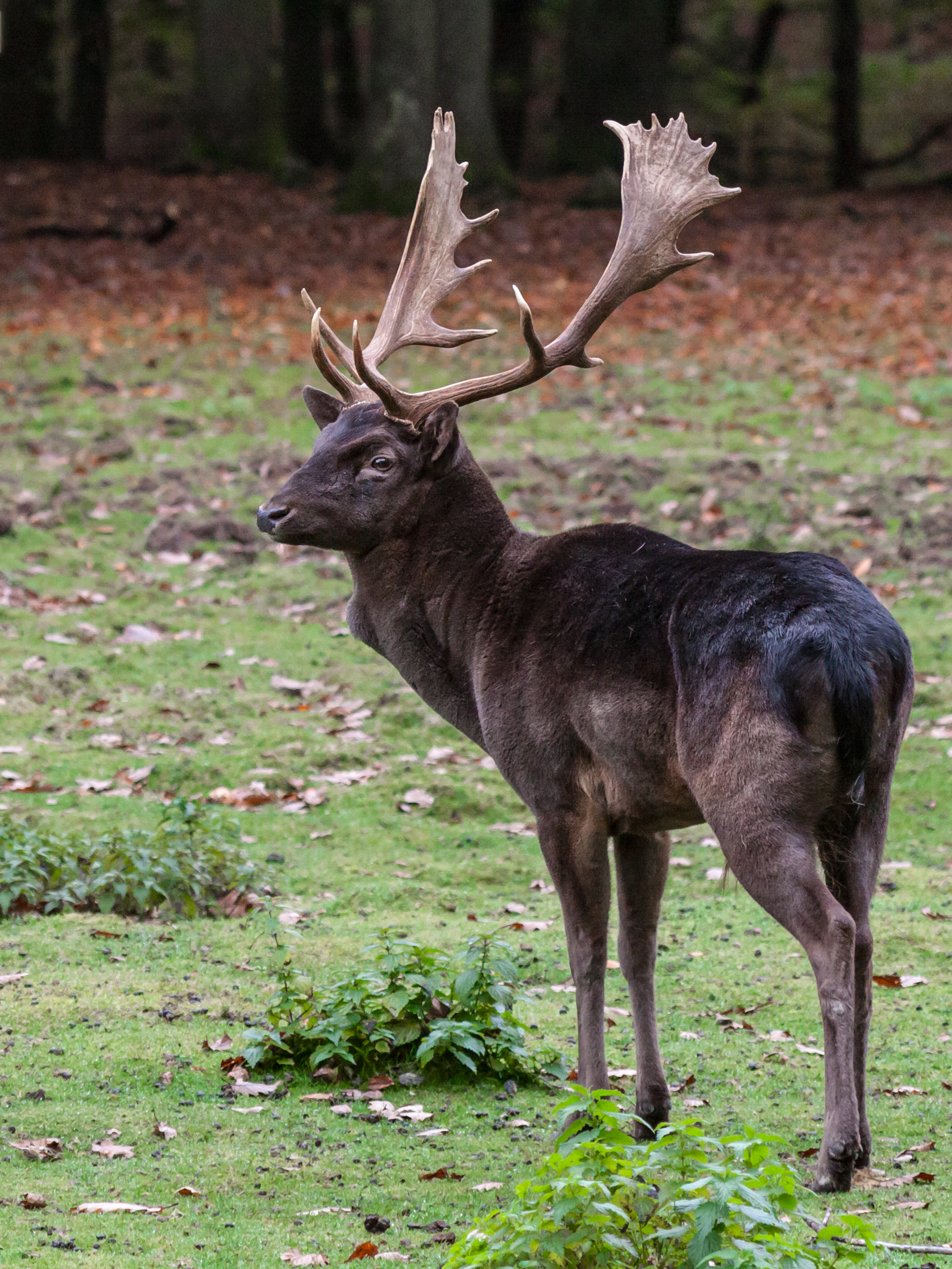